# Sokolovo
Sokolovo es un pueblo ubicado en la municipalidad de Lazarevac, en el distrito de Belgrado, Serbia.

## Superficie
Posee una superficie de 6,303 kilómetros cuadrados.

## Demografía
Hasta 2011 la población era de 562 habitantes, con una densidad de población de 89,17 habitantes por kilómetro cuadrado.